# Timmy 2000
«Timmy 2000» es el tercer episodio de la cuarta temporada, y el episodio 51 de la serie animada South Park.

## Trama

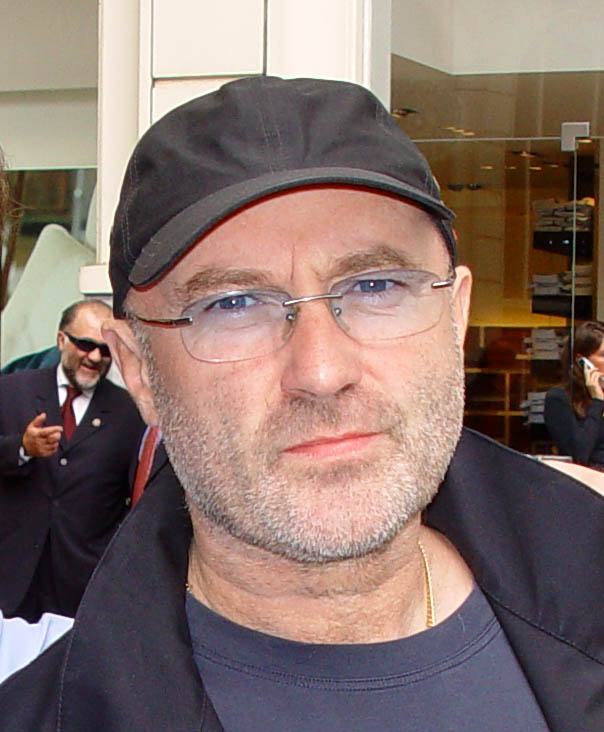
Phil Collins es parodiado en el episodio.

Timmy, un niño discapacitado mental es el nuevo compañero de clases de los chicos, que solo es capaz de hacer ruidos diversos, decir propio nombre, y "Livin a lie". El Sr. Garrison (que cree que Timmy hace esto intencionalmente) y la Directora Victoria ignoran que tiene una discapacidad, a pesar de sus desventajas son obvias. Sr. Mackey al ver que Timmy se distraía cuando le leía El gran Gatsby sugiere que Timmy puede sufrir de SFA (Síndrome de Falta de Atención). Después lo envían con un médico que solo le diagnóstica con que "la enfermedad" es muy extraña, lo cual hace que Timmy se libre de todas las tareas.
Al ver esto todos los otros niños de la clase dicen que tienen SFA, porque ellos también quieren librarse de la tarea, y todos ellos son diagnosticados rápidamente también, y les recetan Ritalin. Sin la carga de la tarea, Timmy descubre un nuevo pasatiempo, uniéndose a una banda llamada "Los Señores del Inframundo" (que consta de Skyler, el exnovio de Shelly y sus dos amigos, que aparecieron en el episodio "Orgia de Gatos"), en donde él se convierte en su nuevo vocalista. La banda se convierte en un éxito instantáneo debido a las travesuras de Timmy tanto que la banda termina llamándose "Timmy y los Señores del Inframundo". Sin embargo, mucha gente se indigna, ya que creen que Timmy está siendo ridiculizado. Sobre todo Phil Collins, que está disgustado con la nueva banda la cual lo ha reemplazado en una presentación para él en el festival Lalapalalapaza. Poco después, Timmy y los Señores del Inframundo reemplazan a Collins como logo del cartel del festival. 
Los otros chicos han empezado a tomar su medicamento Ritalin, haciéndolos tranquilos y paulatinamente aburridos. Cartman desarrolla un efecto secundario que le hace ver monstruos de color rosa con la cara de Christina Aguilera. Los adultos no se sienten concordes con lo sucedido pero aceptan ya que sus hijos son más obedientes y después ellos también comienzan a tomar Ritalin. Chef y los farmacéuticos son las únicas personas que no están bajo la influencia de la droga por lo que deciden ponerle fin. 
Mientras tanto, Phil Collins intenta separar Timmy y los Señores del Inframundo. En al principio, apelando a los padres de Timmy, Richard y Hellen (que también tienen la misma discapacidad que Timmy), y posteriormente diciéndole al guitarrista, Skyler, que Timmy le roba su fama y solo se sostiene Skyler puede tener más fama que Timmy. Entonces Skyler deja la banda, y posteriormente el festival a consecuencia de ello se cancela. Collins recupera su lugar estrella, y Skyler forma la banda "Reach for the Skyler". 
Mientras tanto, Chef trata de convencer a los padres que hay otros métodos para luchar contra la SFA que la medicación, pero como los padres están tomando Ritalin también no recibe ningún tipo de ayuda y se ve obligado a enfrentarse a los farmacéuticos solo luego de que los chicos le dicen a Chef que quieren ir al festival para ver cantar a Phil Collins, Chef enfrenta a los farmacéuticos y les dice que ellos son responsables de los niños tomaran el Ritalin con la consecuencia del gusto hacia Collins. Horrorizados que ellos son responsables de esto, hacer un plan para distribuir un antídoto llamado "Ritalout" mezclándolo con bebidas gratis en el festival Lalapalalapaza. Se ponen las bebidas en un puesto de limonada dirigido por el Sr. Derp (un personaje secundario que apareció por última vez en El Súcubo). El plan funciona perfectamente, Collins es abucheado desde el escenario, y la gente empieza a cantar para exigir de vuelta a Timmy. La banda se reúne con Skyler y tocan de nuevo. Timmy incluso aprende las palabras para presentarlos como "Timmy y los Señores del Inframundo" y Skyler se reconcilia oficialmente con la banda.

## Muerte de Kenny
Cartman estando alucinando bajo los efectos del Ritalin, ve a Christina Aguilera en el rostro de Kenny por lo que cree matarla con una sartén golpeándola al rostro de Kenny también matándolo.